# Gortyna orientalis
Gortyna orientalis là một loài bướm đêm trong họ Noctuidae.